# I wojna w Zatoce Perskiej

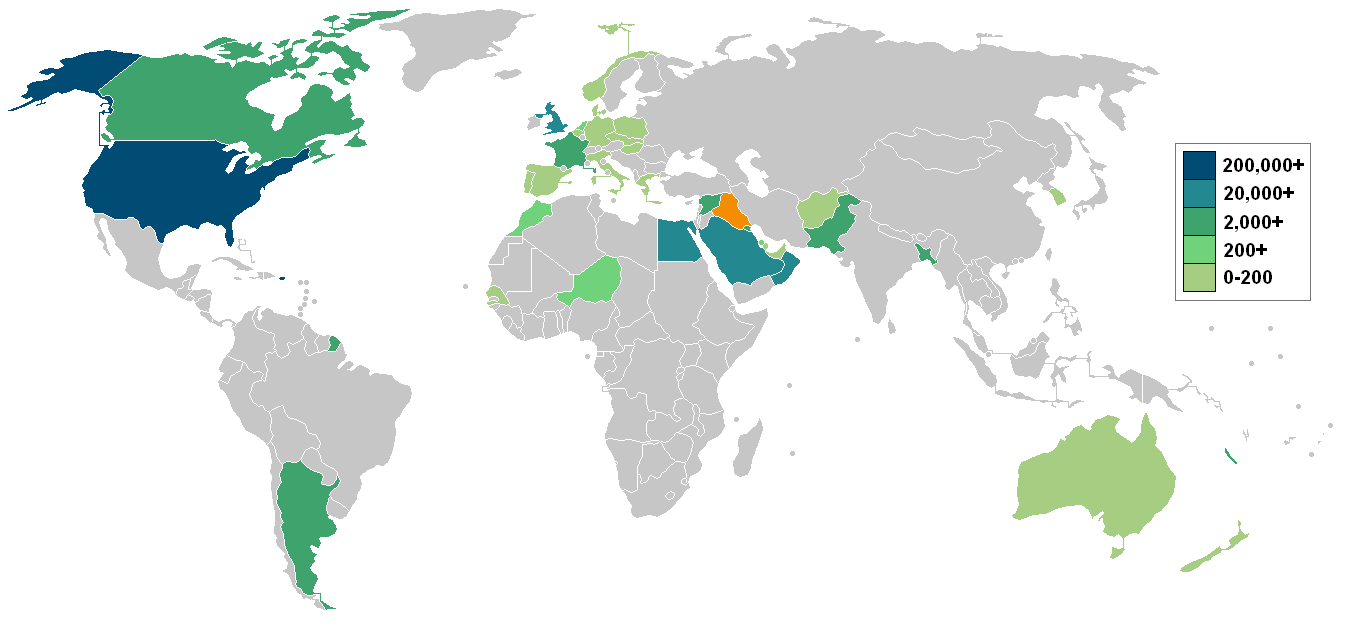
Mapa świata z zaznaczonymi państwami koalicji

I wojna w Zatoce Perskiej – konflikt zbrojny zapoczątkowany 2 sierpnia 1990 roku zbrojnym najazdem Iraku na Kuwejt, zakończony wyzwoleniem Kuwejtu przez międzynarodową koalicję wiosną 1991 roku, w ramach operacji wojskowej Pustynna Burza (ang. Desert Storm).

## Sytuacja polityczna w chwili wojny z Kuwejtem
Po wojnie z Iranem (1980–1988) gospodarka Iraku poważnie ucierpiała. Po zakończeniu wojny z Iranem stosunki Iraku z zachodem stały się bardziej napięte. USA przestały popierać Husajna w sierpniu 1990 roku – choć jeszcze w lipcu prezydent USA chwalił rząd Husajna a stosunki między państwami były bardzo dobre. Ponad 80-miliardowe długi były nie do zwrócenia. Prezydent Iraku Saddam Husajn powoływał się jednak przede wszystkim na historyczne zaszłości między Kuwejtem a Irakiem. Faktem jest, iż terytorium Kuwejtu było pod władzą osmańską z dowództwem w Basrze, jednak faktyczną władzę sprawowali w Kuwejcie Brytyjczycy. Kuwejt bowiem, od 1899, pozostając formalnie w granicach Imperium Osmańskiego, stał się protektoratem brytyjskim, a od 1918 roku terytorium mandatowym Wielkiej Brytanii.

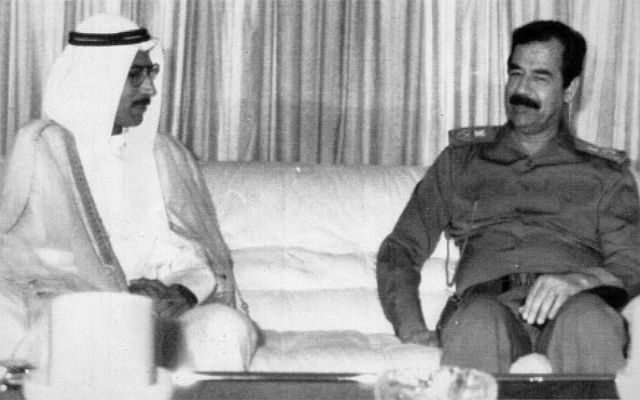
Saddam Husajn i premier krótkotrwałej Republiki Kuwejtu Ala Husajn Ali (1990)

Jednym z głównych powodów agresji Iraku na Kuwejt była również kwestia dostępu do kuwejckich złóż ropy naftowej, które są po Arabii Saudyjskiej największymi złożami tego surowca na świecie. Irak zarzucał Kuwejtowi naruszanie limitu określonego przez OPEC w wydobywaniu ropy naftowej. Husajn wykorzystał fakt, że na arenie międzynarodowej nastąpiły znaczące zmiany (tzw. Jesień Ludów i będące jej skutkiem upadek znaczenia ZSRR oraz perspektywa zjednoczenia Niemiec). Nie liczył się on z możliwością zdecydowanej międzynarodowej kontrakcji w odpowiedzi na podbój Kuwejtu. Jednak świat niemal jednomyślnie zareagował negatywnie. 6 sierpnia Rada Bezpieczeństwa ONZ nałożyła rezolucję nr 661, która zakazywała handlu z Irakiem, a także zawieszono połączenia lotnicze i zamrożono aktywa irackiego rządu za granicą. Powołano też specjalną komisję nadzorującą sankcje.
Wraz z inwazją w Kuwejcie miejsce miał zamach stanu panarabskich wojskowych na czele z Alą Husajnem Alim. Puczyści powołali krótkotrwałą Republikę Kuwejtu. Emir i rodzina królewska przez rząd wojskowych oskarżeni zostali o działania antyludowe, antydemokratyczne, proimperialistyczne i syjonistyczne. Dotychczasowy rząd oskarżony został również o defraudacje środków państwowych w celu osobistego wzbogacenia się rodziny. Republika już wkrótce została włączona do Iraku jako jedna z irackich prowincji.
W samym Iraku atak spotkał się z powszechną aprobatą narodu. Także większość Arabów spoza Iraku z satysfakcją przyjęła i popierała inwazję na Kuwejt. W przeciwieństwie do obywateli, rządy wielu państw arabskich potępiły Irak za ten atak, co wiązało się z uzyskaniem różnych przywilejów – Egiptowi umorzono długi, a bojkotowanej Syrii zezwolono na udział w rozmowach dyplomatycznych. Dzięki agresji na Kuwejt Saddam uzyskał szacunek pośród Arabów, jakiego od czasów Gamala Nasera nie zebrał żaden z liderów Bliskiego Wschodu. Husajn zyskał też na znaczeniu po tym, gdy pomimo własnych problemów finansowych wsparł Palestyńczyków. Poparcie wzbudziło zwłaszcza to, że Husajn, w trakcie interwencji koalicji USA i Wlk. Brytanii, próbował atakować rakietami SCUD miasta na terenie Izraela. Rozentuzjazmowane tłumy na Bliskim Wschodzie zanosiły za niego modły i nosiły portrety przedstawiające dyktatora.

## „Pustynna burza”
Główną rolę w likwidacji skutków agresji miały odegrać Stany Zjednoczone, których zaangażowanie było zgodne z doktryną Cartera. Całość operacji miała odbyć się z mandatu ONZ. Przeprowadzono dwie operacje, z których pierwszą była Desert Shield (od 7 sierpnia 1990 – miała to być ochrona zagrożonej przez Saddama Husajna Arabii Saudyjskiej). ONZ po licznych ostrzeżeniach wobec Iraku postawiła ultimatum wycofania się wojsk irackich z Kuwejtu do 15 stycznia 1991.
Po upływie terminu ultimatum rozpoczęła się operacja Desert Storm (od 17 stycznia 1991) oraz jej dalsza część „Pustynny miecz”. Były także inne operacje: Instant Thunder („Nagły grom”) – akcja nalotów amerykańskich na Irak. 25 lutego generał Norman Schwarzkopf poprowadził ofensywę lądową, która trwała trzy dni. 28 lutego 1991 roku prezydent George H.W. Bush ogłosił zwycięskie zakończenie wojny i wyzwolenie Kuwejtu, w którym jednak nie wprowadzono demokratycznych reform. 3 marca Saddam Husajn przyjął warunki rozejmu. Na jego podstawie Irak zrzekł się na rzecz Kuwejtu 120 km² terytorium z polem naftowym Ar-Rumajla i częścią portu Umm Kasr. Zmiana granicy została oficjalnie zaaprobowana przez ONZ w 1992 roku.
Irak po przegranej spotkał się z wieloma sankcjami nałożonymi przez ONZ, boleśnie odczuwanymi przez Irakijczyków przez długi czas. Wprowadzono drastyczne obniżenie sprzedaży irackiej ropy naftowej. Irak zobowiązany był do wypłacenia olbrzymich odszkodowań za zniszczenia spowodowane w Kuwejcie. Nałożono również embargo na handel i wprowadzono nadzór międzynarodowy z ramienia ONZ. Ponadto zmuszono Irak do zniszczenia broni masowego rażenia i powołano na północy i południu kraju strefy wyłączone dla lotnictwa irackiego dla ochrony odpowiednio Kurdów i szyitów.

## Siły koalicji

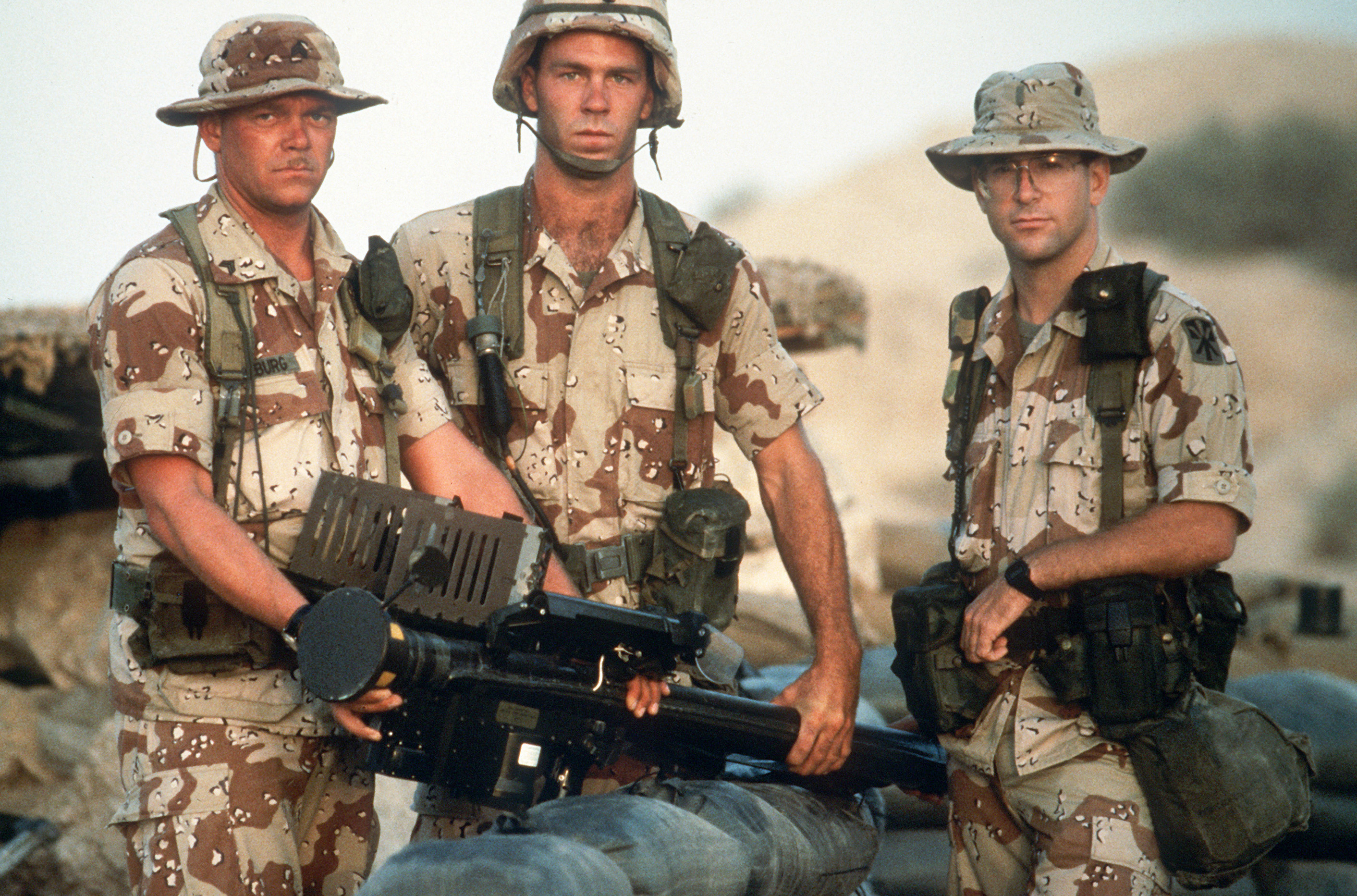
Amerykańscy żołnierze w Zatoce Perskiej

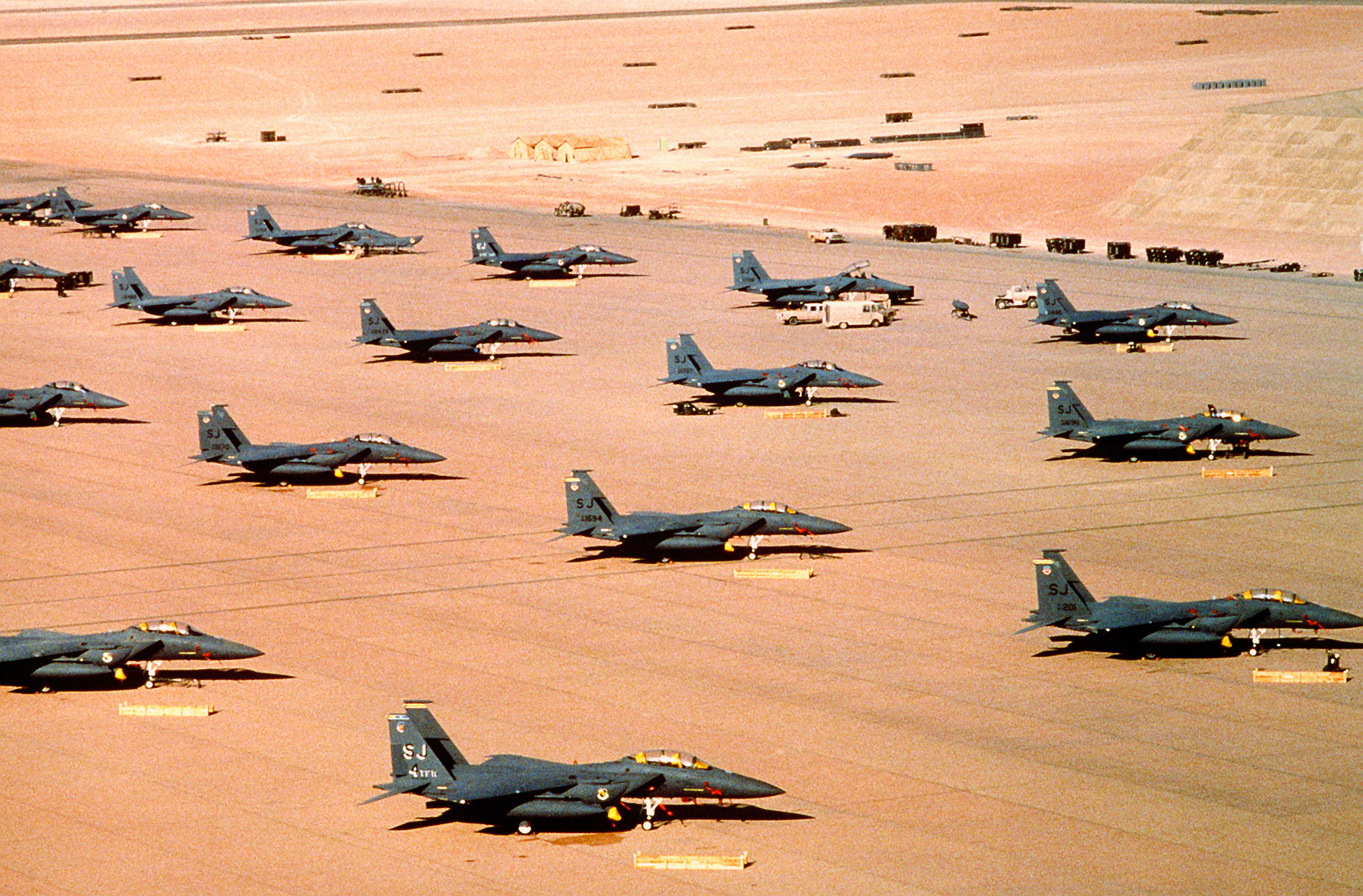
Myśliwce F-15 zaparkowane na pustyni w czasie wojny w Zatoce

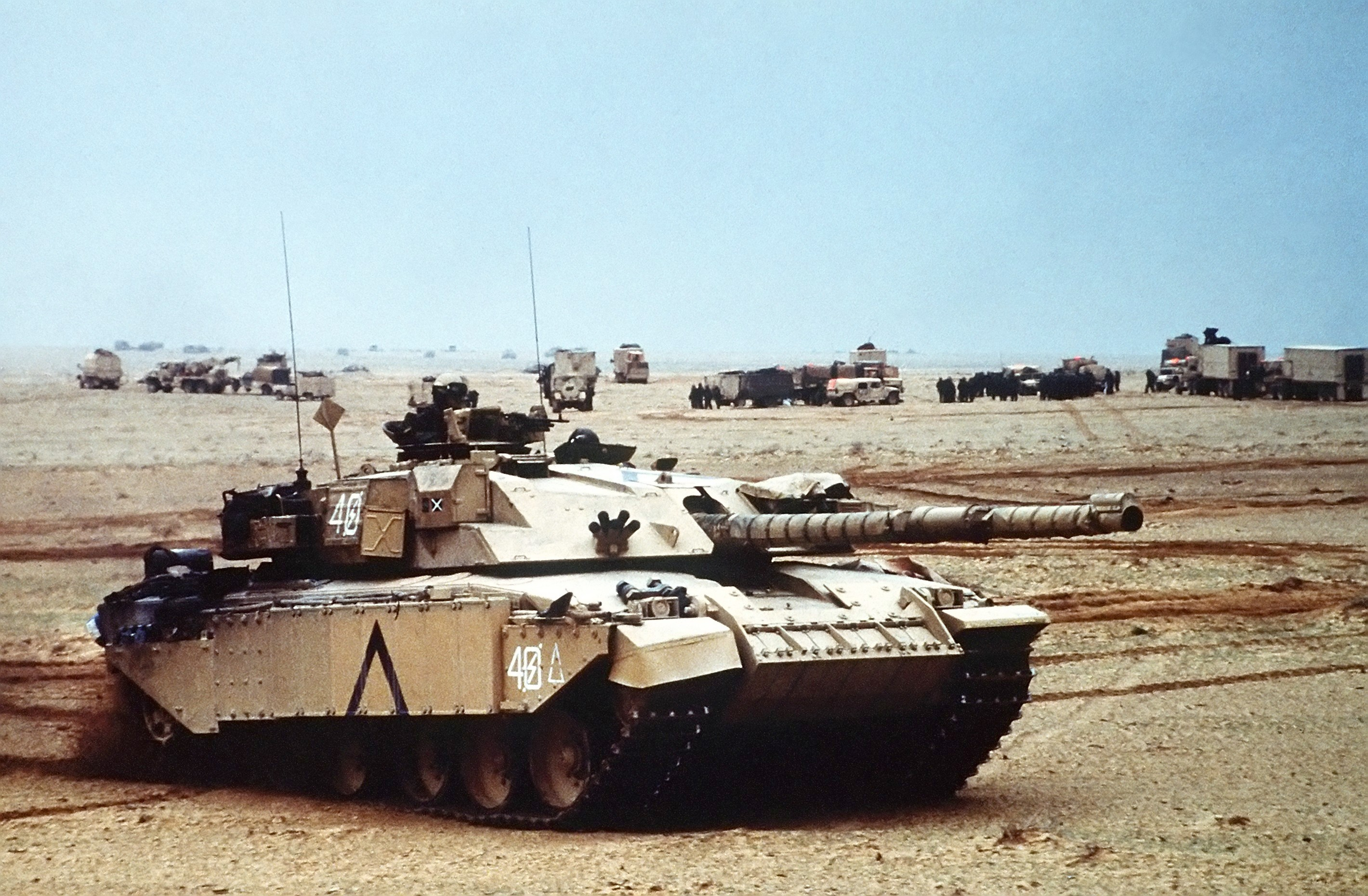
Brytyjski czołg Challenger 1 w akcji

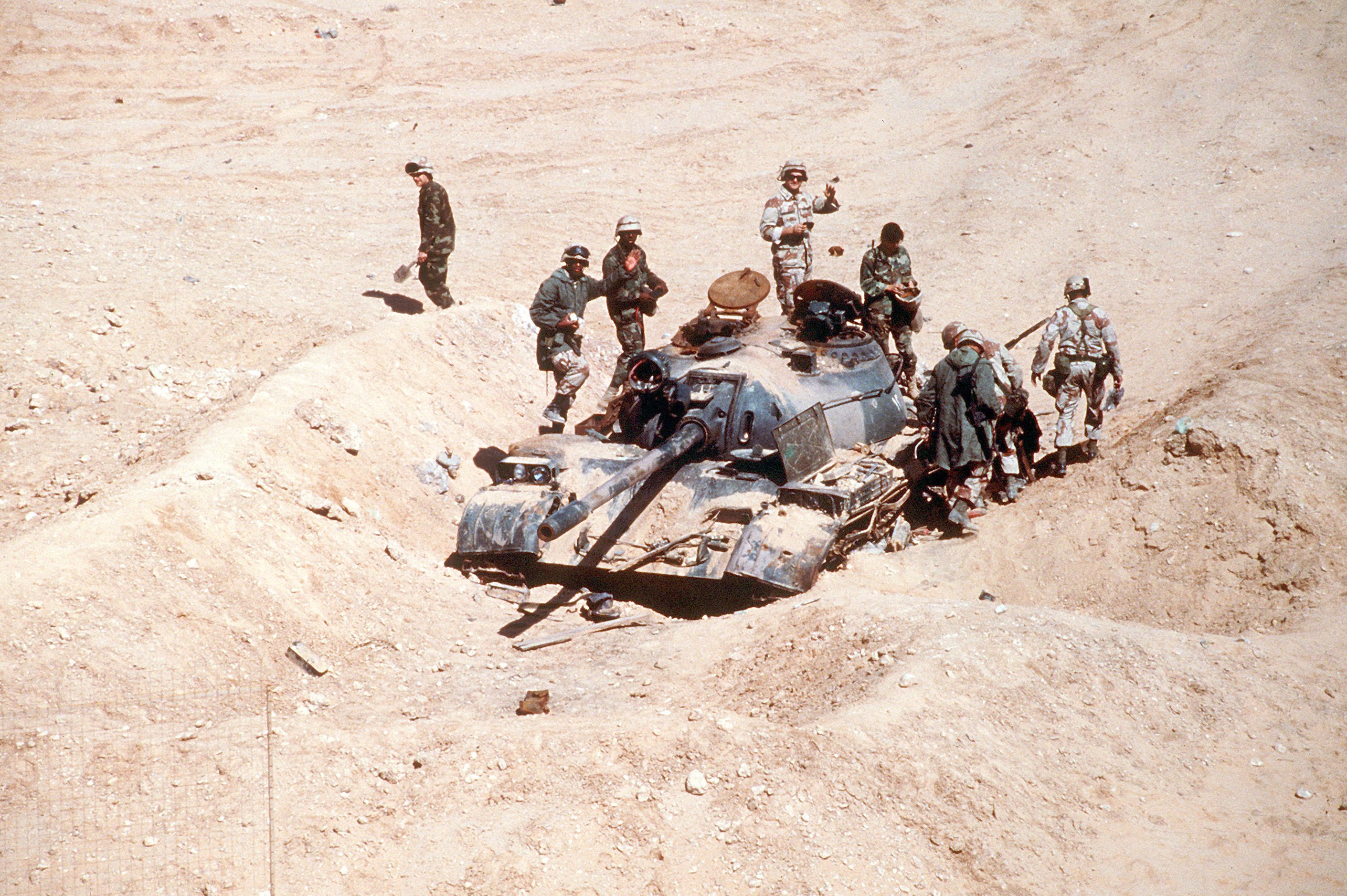
Francuscy i amerykańscy żołnierze oglądają wrak irackiego czołgu Type 69 zniszczonego przez lotnictwo Koalicji

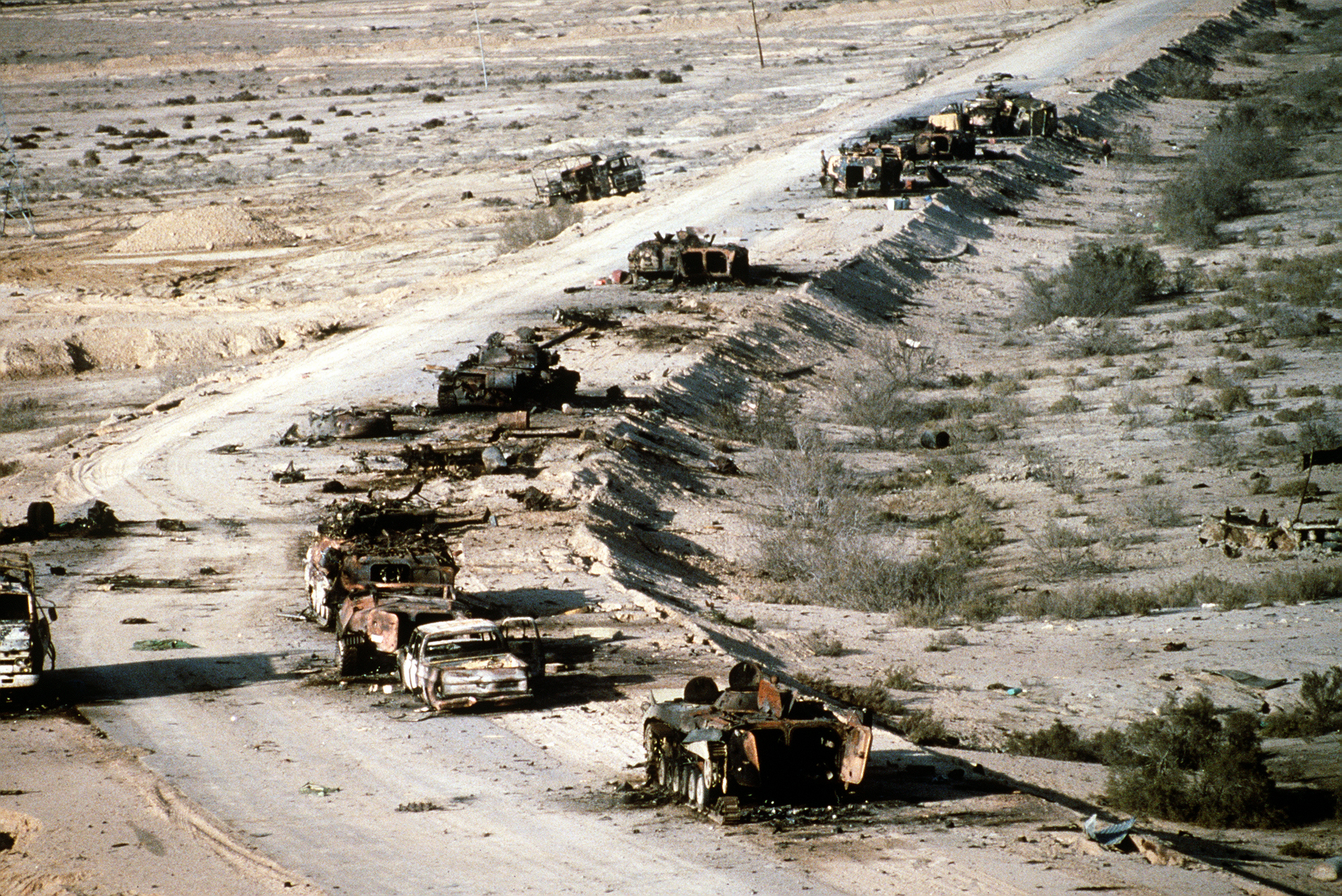
Zniszczona iracka kolumna wojskowa

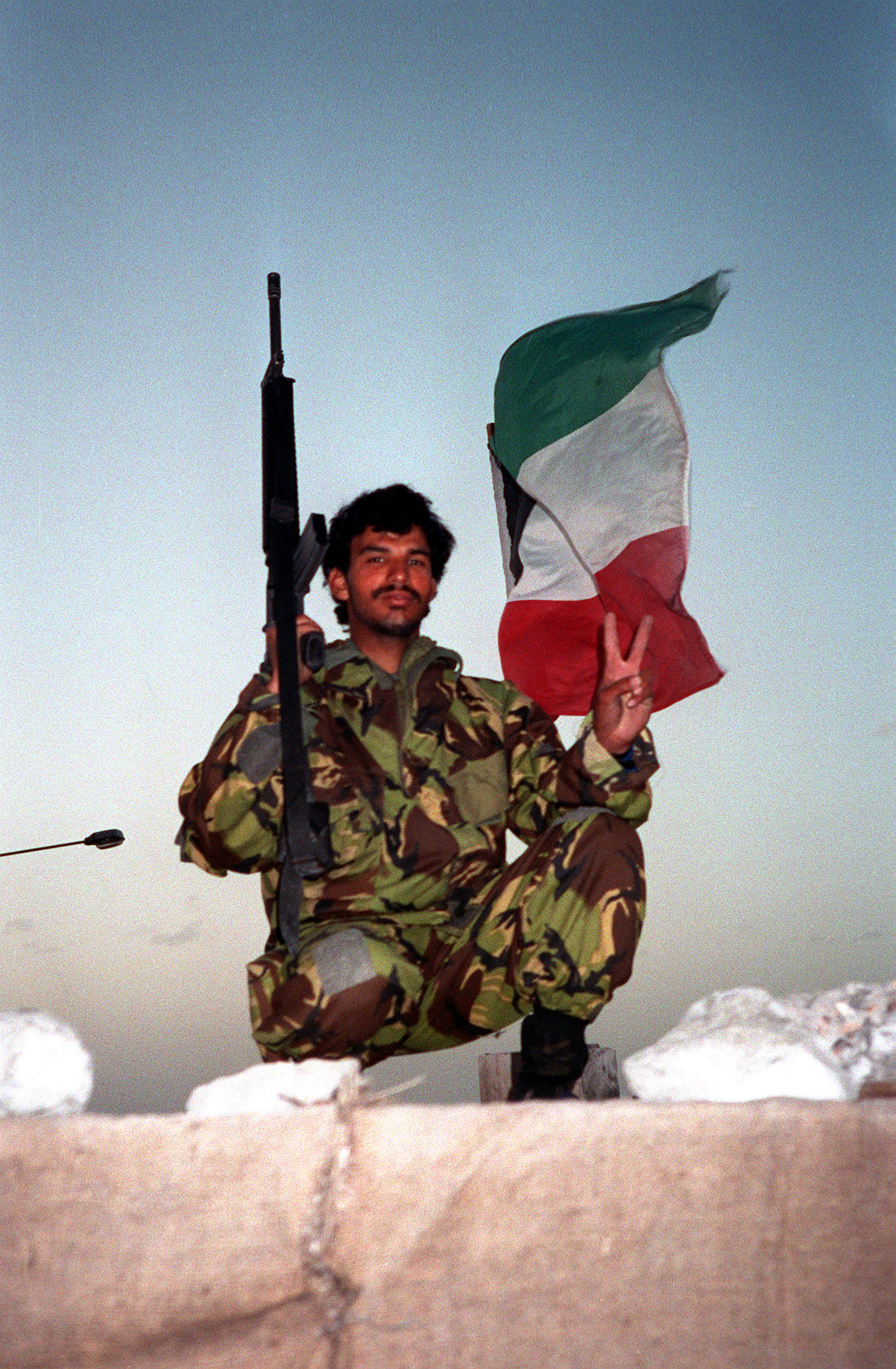
Kuwejcki żołnierz, strzegący przydrożnego punktu kontrolnego po wycofaniu sił irackich, wykonuje ręką gest zwycięstwa

Tabela przedstawia państwa i szacowaną liczbę żołnierzy uczestniczących w konflikcie.
| Lista sił koalicyjnych według liczby żołnierzy | Lista sił koalicyjnych według liczby żołnierzy | Lista sił koalicyjnych według liczby żołnierzy |
| Państwo                                        | Liczba żołnierzy                               |                                                |
| ---------------------------------------------- | ---------------------------------------------- | ---------------------------------------------- |
| Stany Zjednoczone                              | 697 000                                        |                                                |
| Arabia Saudyjska                               | 60 000 – 100 000                               |                                                |
| Wielka Brytania                                | 53 462                                         |                                                |
| Egipt                                          | 35 000                                         |                                                |
| Francja                                        | 18 000                                         |                                                |
| Syria                                          | 14 500                                         |                                                |
| Maroko                                         | 13 000                                         |                                                |
| Kuwejt                                         | 9 900                                          |                                                |
| Oman                                           | 6 300                                          |                                                |
| Pakistan                                       | 4 900 – 5 500                                  |                                                |
| Kanada                                         | 4 600                                          |                                                |
| Zjednoczone Emiraty Arabskie                   | 4 300                                          |                                                |
| Katar                                          | 2 600                                          |                                                |
| Bangladesz                                     | 2 300                                          |                                                |
| Włochy                                         | 1 950                                          |                                                |
| Australia                                      | 700                                            |                                                |
| Holandia                                       | 700                                            |                                                |
| Niger                                          | 600                                            |                                                |
| Szwecja                                        | 525                                            |                                                |
| Senegal                                        | 500                                            |                                                |
| Hiszpania                                      | 500                                            |                                                |
| Argentyna                                      | 450                                            |                                                |
| Bahrajn                                        | 400                                            |                                                |
| Belgia                                         | 400                                            |                                                |
| Czechosłowacja                                 | 350                                            |                                                |
| Polska                                         | 319                                            |                                                |
| Korea Południowa                               | 314                                            |                                                |
| Afganistan                                     | 300                                            |                                                |
| Norwegia                                       | 280                                            |                                                |
| Grecja                                         | 200                                            |                                                |
| Filipiny                                       | 200                                            |                                                |
| Honduras                                       | 150                                            |                                                |
| Dania                                          | 100                                            |                                                |
| Nowa Zelandia                                  | 100                                            |                                                |
| Węgry                                          | 50                                             |                                                |

## Straty środowiskowe
Działania wojenne objęły powierzchnię około 7000 km². Po raz pierwszy na tak dużą skalę wystąpiły w trakcie jej trwania efekty środowiskowe, będące wynikiem zarówno konwencjonalnych działań zbrojnych, jak i celowej działalności służącej zaszkodzeniu środowisku naturalnemu. Najpoważniejsze konsekwencje dla środowiska naturalnego regionu miało zniszczenie szybów naftowych i przedostanie się do środowiska znacznych ilości toksycznych substancji ropopochodnych, które skaziły około 1000 km² pustyni.